# 琴ヶ浜 (小惑星)
琴ヶ浜(3914 Kotogahama)は、1987年9月16日に関勉が高知県芸西村で発見した小惑星である。香川県三豊郡出身の力士琴ヶ濱貞雄にちなんで命名された。